# 腾达区
腾达区（俄语：Тындинский район）是俄罗斯联邦阿穆尔州下辖的一个区，其行政中心为腾达。据2016年统计，该区的人口为13964人。